# Little Drac
Draculín en España y Draculito en Latinoamérica (Draculito, mon saigneur en francés y Draculie, Der gruftstarke Vampir en alemán) es una serie de animación franco-alemana del año 1991 creada por Bruno René Huchez y Bahram Rohani emitida en Francia a través de M6.

## Resumen
Draculito es hijo único del célebre Conde Drácula. De una decena de años de edad, obtiene de su padre objetos mágicos que le ayudan a responder a los ataques de «Diente de Ajo» y sus acólitos. En su escuela es amigo de «Hombre Lobo». Durante sus aventuras "Little Drac" (otro nombre de Draculito) aprende una lección.